# Melvin Imoudu
Melvin Athohame Michael Imoudu, född 27 januari 1999 i Schwedt, är en tysk simmare. Han är yngre bror till volleybollspelaren Denise Imoudu.

## Karriär
Vid EM 2024 i Belgrad tog Imoudu guld på 100 meter bröstsim samt var en del av Tysklands lag som tog silver på 4×100 meter mixed medley.

## Medaljer i tyska mästerskapen
| Medalj | Gren           | År                           |
| ------ | -------------- | ---------------------------- |
| Guld   | 50 m bröstsim  | 2018, 2019, 2022, 2023, 2024 |
| Guld   | 100 m bröstsim | 2018, 2022, 2024             |
| Guld   | 4×100 m medley | 2018                         |
| Silver | 50 m bröstsim  | 2021                         |
| Silver | 100 m bröstsim | 2023                         |
| Brons  | 100 m bröstsim | 2021                         |